# Домінік Яворчек
Домінік Яворчек (словац. Dominik Javorček, нар. 2 листопада 2002, Бойниці, Словаччина) — словацький футболіст, фланговий захисник клубу «Жиліна» та молодіжної збірної Словаччини.

## Клубна кар'єра
Домінік Яворчек народився у місті Бойниці. Грати у футбол починав у місцевих командах аматорського рівня.. У 2015 році він приєднався до молодіжного складу клубу Фортуна ліги «Жиліна». 15 серпня 2020 року Яворчек зіграв свій перший матч в основі. Незабаром футболіст відмітився і першим забитим голом.

## Виступи за збірну
З 2018 року Домінік Яворчек є гравцем юнацьких збірних Словаччини. У 2021 році футболіст отримав виклик до молодіжної збірної Словаччини.